# Sonata per pianoforte n. 1 (Tippett)
La Sonata per pianoforte n. 1 è la prima di quattro sonate per tastiera di Michael Tippett. Composta nel 1937, è stata rivista nel 1942 e nel 1954. Il suo primo titolo è stato Fantasy-Sonata. È dedicata a Francesca Allinson.

## Struttura
1. Allegro
2. Andante tranquillo: Vieille mélodie écossaise Ca'the yowes tae the Knowes
3. Scherzo: Presto
4. Rondo giocoso con moto

Il primo movimento presenta un tema di una canzone tradizionale scozzese « Ca' the yowes tae the knowes ».
Il tempo di esecuzione è di circa un po' più di venti minuti.